# Triphaenopsis nikkonis
Triphaenopsis nikkonis là một loài bướm đêm trong họ Noctuidae.